# Doughnuts
Doughnuts fue una banda straight edge de hardcore punk, activa entre los años 1990 y 1997 e integrada solo por mujeres.

## Historia
El grupo se originó Umeå, Suecia, como una banda de punk, hasta desarrollar un mayor virtuosismo musical, cercano al new school hardcore y el thrash metal de principios de los ochenta.
Su debut fue con el EP Equalize Nature, lanzado por la casa local Desperate Fight Records en 1994. Este atrajo la atención del sello estadounidense Victory Records, lanzando un año después el álbum The Age of the Circle. A su vez, la banda estuvo de gira por Estados Unidos con Snapcase, y posteriormente por Europa, participando en festivales como el "Vort'n Vis" de Bélgica.
En 1996, se estrenó el segundo y último álbum de estudio: Feel Me Bleed, también por Victory.

### Proyectos posteriores
Actualmente, sólo Sara Almgren sigue dentro del ámbito musical. En los años 90s integró Aim y Saidiwas, para ya en los 2000s ser guitarrista de Masshysteri y The Vicious. También ha participado junto a Dennis Lyxzén en The (International) Noise Conspiracy, y –actualmente– en INVSN, además de incursionar en la fotografía.

## Miembros
- Asa Forsberg – voces (1990–1997)
- Sara Almgren – guitarras (1990–1997)
- Sara Sjögren – guitarras (1990–1997)
- Linda Lundberg – batería(1990–1997)
- Helena Löfgren – bajo (1990–1995)
- Jenny Johansson – bajo (1995–1997)

## Discografía
Álbumes
- Equalize Nature EP (1994, Desperate Fight)
- The Age Of The Circle (1995, Victory)
- Feel Me Bleed (1997, Victory)

Splits
- Snapcase / Doughnuts promo tape (1995, Victory)[7]

Apariciones en compilatorios
- Straight Edge as Fuck Part II (1995, Desperate Fight) – "The Demon and the Desert"
- Victory Style (1996, Victory) – "Impure"
- Victory Style II (1997, Victory) – "Hand Too Small"

## Videografía
- "Feel Me Bleed" (1996)